# Indigofera monanthoides
Indigofera monanthoides är en ärtväxtart som beskrevs av Jan Bevington Gillett. Indigofera monanthoides ingår i släktet indigosläktet, och familjen ärtväxter. Inga underarter finns listade i Catalogue of Life.